# Casilda de Toledo

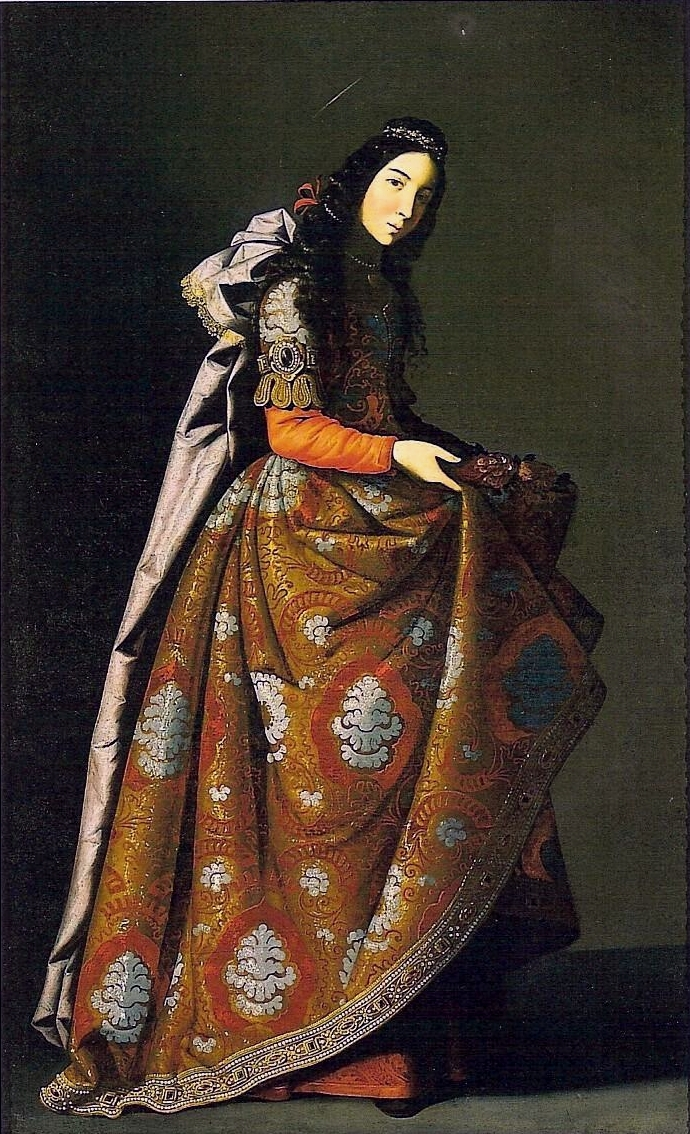
Santa Casilda por Zurbarán.

Santa Casilda de Toledo (Toledo, 950<1050-Buezo (Burgos), 1050<1107) era una andalusí hija del emir de Toledo, que practicando la caridad cristiana, llevaba alimentos a los prisioneros cristianos de su padre; descubierta, los alimentos que ocultaba entre sus ropas se convirtieron en rosas. Según la leyenda, fue martirizada y elevada a los altares. Es patrona de las mujeres que buscan milagros relacionados con la fertilidad y la sanación de enfermedades ginecológicas.
Según el Martirologio Romano, Santa Casilda de Toledo «ayudó con misericordia a los cristianos detenidos en la cárcel y después, ya cristiana, vivió como eremita».

## Hagiografía

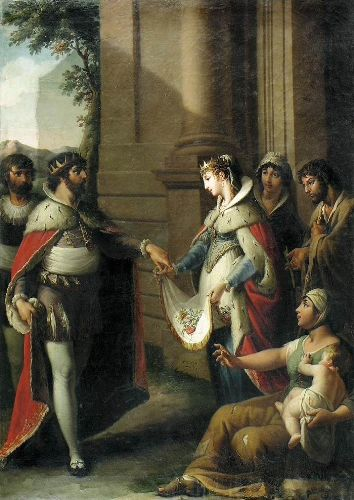
Santa Casilda por Zacarías González.

«En los aledaños de Briviesca resuena siglos ha  un nombre de mujer que es la flor de la gracia; en castellano se dice poesía: en árabe Casilda. Fue una princesa mora llena de guapura y de melancolía. Nació en Toledo, hija del sultán, medio siglo antes que Alfonso VI recristianara la imperial ciudad. Vivía la princesa ocultamente su cristianismo y se derramaba como un perfume de caridad entre los cautivos cristianos. Como un día la sorprendiera el rey, su padre, Casilda declaró que a los prisioneros les llevaba "rosas" y, el pan, por milagro, se hizo rosas...».

La tradición popular ha querido ver tras el nombre de Casilda la palabra árabe qaṣīda, que significa «poesía», «cantar» o «aquella que canta con alegría», pero desde un punto de vista filológico esto no se sostiene, y sí se puede ver la forma femenina del famoso sufijo germánico -ild, presente en numerosos nombres, y que tiene el significado de "batalla". Pudo haber nacido entre los años 1007 y 1025, y era hija de un emir musulmán de Toledo (España) cuyo nombre no se sabe con exactitud, pero los reyes de Toledo fueron primero Ismail al-Zafir (periodo 1032-1043), y sucedido por su hijo Al-Mamún de Toledo (periodo 1043-1075).

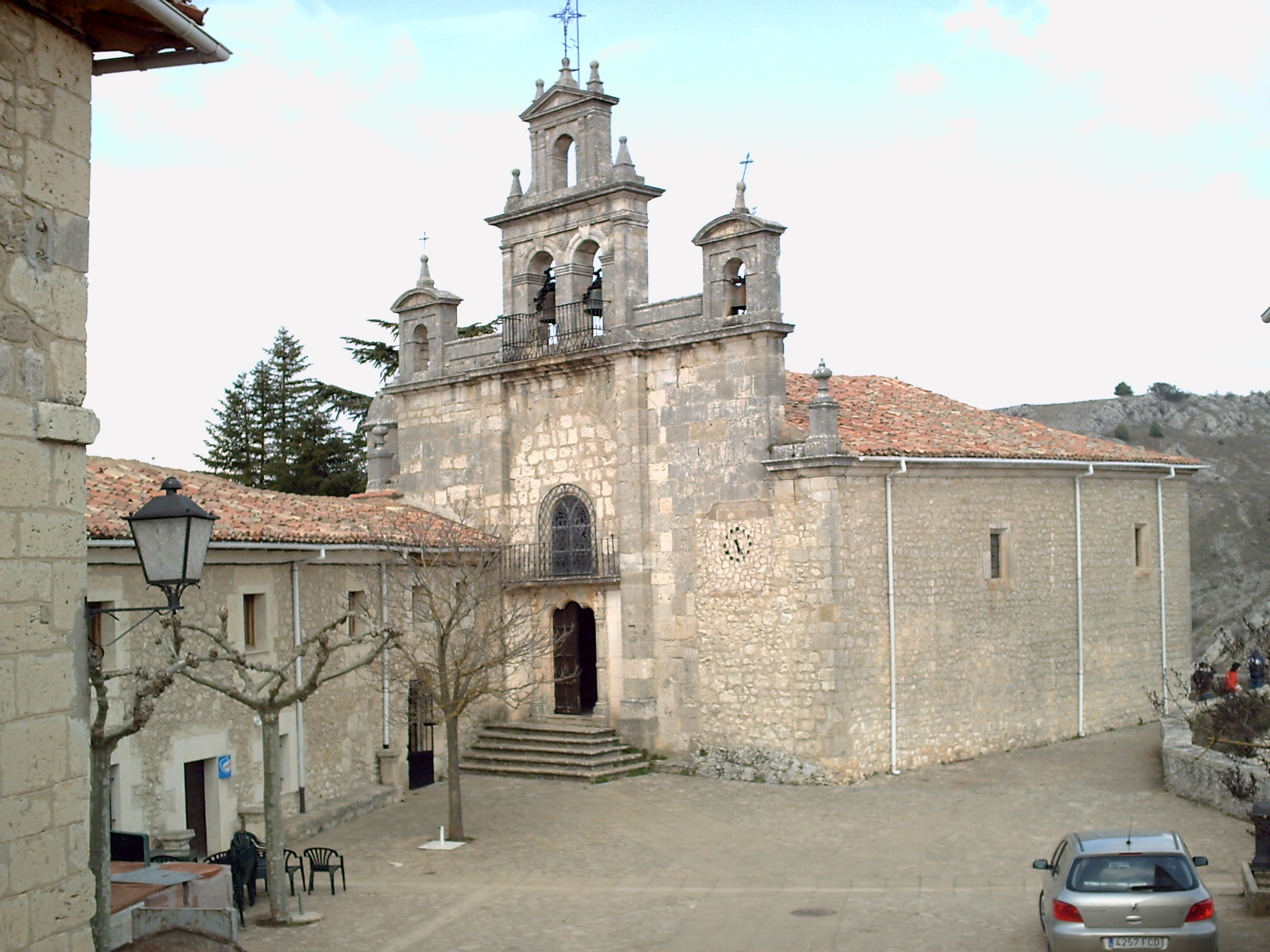
Santuario de Santa Casilda en Salinillas de Bureba, Burgos, España.

Debido a la enfermedad de su hija, el emir gestionó un permiso de tránsito temporal con el rey castellano, para que su hija acudiera a unos pozos medicinales, los lagos de san Vicente, en las cercanías de la localidad Burgalesa de Buezo, hoy pedanía del municipio de Salinillas de Bureba, gracias a los que se curó. Finalmente y tras decididir vivir de forma eremita en ese lugar, falleció y fue enterrada allí, donde en el Siglo XV se levantó el santuario que, al poco tiempo, se convirtió en un lugar de peregrinaje. Con el tiempo, terminó por erigirse en la Patrona de la Bureba y de muchos municipios como Briviesca, cabecera de la comarca de la Bureba, y el Santuario, donde originalmente se encontraba un eremitorio dedicado al mártir San Vicente, tomó el nombre de Santa Casilda cuya vida fue entendida como “poesía” para Dios; desde entonces es muy venerada en Burgos. El 21 de agosto de 1750 las reliquias de «la virgen mora que vino de Toledo» fueron colocadas en una nueva urna, obra de Diego de Siloé, rematada por su propia imagen yacente.
A la santa se le atribuyen muchos milagros curativos y relacionados con la fertilidad. En el santuario existe una capilla de exvotos. La tradición local afirma que quien desde el santuario lance una piedra o una teja y cae en el pozo Blanco, tendrá asegurada su descendencia con un varón o una mujer respectivamente. Asimismo, quien adolezca de alguna patología y se lave o bañe en las aguas del pozo negro, tendrá una buena curación o sanación.

## Iconografía

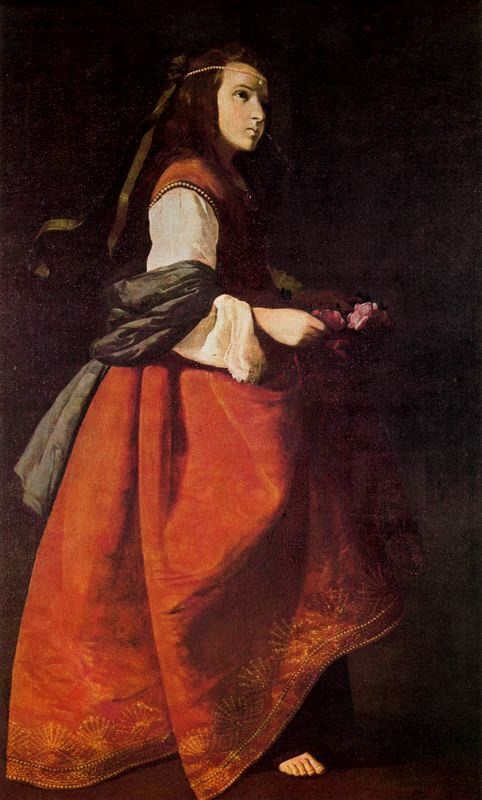
Santa Casilda por Zurbarán.

- Pintura de Zacarías González titulada El milagro de Santa Casilda (1820).
- Pintura de Francisco de Zurbarán que representa a Casilda en el momento del famoso milagro de las rosas.
- Relieve en madera en el coro de la Catedral de Burgos.
- Frescos de Francisco Bayeu en la catedral de Toledo.
- Escultura barroca en lo alto del retablo central (1760) de la sacristía de la Catedral de Burgos.
- Escultura en la Iglesia de Santo Tomás, de Praga, que regentan los padres agustinos.
- Escultura en la capilla de las Scalas de la catedral de Sevilla.
- Escultura en el sepulcro del obispo Alonso de Cartagena, capilla de La visitación, Catedral de Burgos, atribuida a Juan de Colonia.
- La estatua yacente, ubicada sobre el altar, preside la nave del Santuario, obra del escultor Diego de Siloé, destaca la expresión del rostro de Santa Casilda.
- Hornacina del exterior del coro de la catedral de Burgos, obra de Juan Rizi en 1659.
- Retablo de Santa Casilda, situado en una capilla renacentista dentro de la colegiata de Santa María de Briviesca.

## Literatura
- Rafael Alberti, Santa Casilda (misterio en tres actos y un epílogo), 1930.
- Concha Espina, en su novela Casilda de Toledo.
- Lope de Vega, El milagro de las rosas.
- Domiciano Sáez Estefanía, Vida de Santa Casilda y San Vicente Mártir, 1959.
- Nicolás López Martínez, Santa Casilda, 1992.
- Tirso de Molina, Los lagos de San Vicente.
- Juan Arroyo Conde, Casilda, la princesa mora. Ed. Dossoles. Burgos, 2004.
- Antonio Trueba, Casilda.
- Pilar Adón, Casilda (poema) en Da dolor, Ed. La Bella Varsovia, Madrid, 2020.